# 齋藤嘉夫
齋藤 嘉夫（さいとう よしお）は、日本の物理学者・電子工学者。理学博士（京都大学）。立命館大学理工学部元講師。元京都工芸繊維大学基盤科学部門物理系主任研究員。
専門は、数理科学・物理科学/物質科学、物性工学。

## 略歴
1968年大阪工業大学工学部電子工学科卒業。のちに京都大学大学院にて理学博士（京都大学）。京都大学化学研究所教務員を経て、1975年京都工芸繊維大学工芸学部に着任。同大学電子情報工学科・大学院工芸科学研究科助手などを経て、同大学基盤科学部門物理系主任研究員。2007年同大学退職後、2010年立命館大学理工学部講師、基礎専門（物理科学・物質科学）担当。2017年立命館大学退官。
主な所属学会は、日本物理学会、応用物理学会、日本物理教育学会、日本結晶成長学会、日本惑星科学会。主な受賞は、日本結晶成長学会論文賞「超微粒子の接合成長化合物結晶」(1992)。

## 主な研究
- 真空蒸着で作製したアモルファスゲルマニウム薄膜の構造の研究
- レーマーの光の運動に関する証明の検証
- 注射器と電子天秤による気体の体膨張係数の測定
- 超音波干渉計の開発と音速の測定
- リーク・フリー・スターリングエンジンの開発[5]
- 接触電位差のエネルギー帯図[6]。
- 新しいガス蒸発法によるCaAl2Si2O8 煙微粒子の成長[7]